# Amitabh Bachchan
Amitabh Bachchan (sinh 11 tháng 10 năm 1942), tên đầy đủ Amitabh Harivansh Bachchan, là một diễn viên điện ảnh Ấn Độ, đã xuất hiện trong hơn 180 bộ phim trong sự nghiệp kéo dài hơn bốn thập kỷ. Bachchan đã giành được rất nhiều giải thưởng lớn trong sự nghiệp của mình, trong đó có ba giải thưởng phim quốc gia Nam diễn viên xuất sắc nhất - một kỷ lục mà ông chia sẻ với Kamal Hassan và Mammootty và mười bốn giải thưởng Filmfare. Ông còn là một ca sĩ, nhà sản xuất phim và chương trình truyền hình.

## Các phim đã đóng
| Năm          | Tên                               | Vai diễn                                            | Ghi chú |
| ------------ | --------------------------------- | --------------------------------------------------- | --- |
| 1969         | Saat Hindustani                   | Anwar Ali                                           | Đoạt giải, National Film Award for Best Newcomer                                                                                |
| 1969         | Bhuvan Shome                      | Commentator (lồng tiếng)                            | |
| 1970         | Bombay Talkie                     | Mourner In Funeral (Uncredited)                     | |
| 1971         | Parwaana                          | Kumar Sen                                           | |
| 1971         | Anand                             | Dr. Bhaskar Bannerjee/Babu Moshai                   | Đoạt giải, Filmfare Best Supporting Actor Award                                                                                 |
| 1971         | Reshma Aur Shera                  | Chhotu                                              | |
| 1971         | Bombay Talkie                     | Mourner In Funeral (Uncredited)                     | |
| 1971         | Guddi                             | Himself                                             | |
| 1971         | Pyar Ki Kahani                    | Ram Chandra                                         | |
| 1972         | Sanjog                            | Mohan                                               | |
| 1972         | Bansi Birju                       | Birju                                               | |
| 1972         | Piya Ka Ghar                      |                                                     | Guest appearance |
| 1972         | Ek Nazar                          | Manmohan Akash Tyagi                                | |
| 1972         | Bawarchi                          | Narrator                                            | |
| 1972         | Raaste Kaa Patthar                | Jai Shankar Rai                                     | |
| 1972         | Bombay to Goa                     | Ravi Kumar                                          | |
| 1973         | Bada Kabutar                      |                                                     | Guest appearance |
| 1973         | Bandhe Haath                      | Shamu & Deepak                                      | Double role |
| 1973         | Zanjeer                           | Inspector Vijay Khanna                              | Nominated, Filmfare Best Actor Award                                                                                            |
| 1973         | Gehri Chaal                       | Ratan                                               | |
| 1973         | Abhimaan                          | Subir Kumar                                         | |
| 1973         | Saudagar                          | Moti                                                | |
| 1973         | Namak Haraam                      | Vikram (Vicky)                                      | Đoạt giải, Filmfare Best Supporting Actor Award                                                                                 |
| 1974         | Kunwara Baap                      | Augustine                                           | Guest appearance |
| 1974         | Dost                              | Anand                                               | Guest appearance |
| 1974         | Kasauti                           | Amitabh Sharma (Amit)                               | |
| 1974         | Benaam                            | Amit Srivastav                                      | |
| 1974         | Roti Kapda Aur Makaan             | Vijay                                               | |
| 1974         | Majboor                           | Ravi Khanna                                         | |
| 1975         | Chupke Chupke                     | Sukumar Sinha/Parimal Tripathi                      | |
| 1975         | Faraar                            | Rajesh (Raj)                                        | |
| 1975         | Mili                              | Shekhar Dayal                                       | |
| 1975         | Deewar                            | Vijay Verma                                         | Nominated, Filmfare Best Actor Award                                                                                            |
| 1975         | Zameer                            | Baadal/Chimpoo                                      | |
| 1975         | Sholay                            | Jai (Jaidev)                                        | |
| 1976         | Do Anjaane                        | Amit Roy/Naresh Dutt                                | |
| 1976         | Chhoti Si Baat                    |                                                     | Special appearance |
| 1976         | Kabhie Kabhie                     | Amit Malhotra                                       | Nominated, Filmfare Best Actor Award                                                                                            |
| 1976         | Hera Pheri                        | Vijay/Inspector Hirachand                           | |
| 1977         | Alaap                             | Alok Prasad                                         | |
| 1977         | Charandas                         | Qawwali singer                                      | Special appearance |
| 1977         | Amar Akbar Anthony                | Anthony Gonzalves                                   | Đoạt giải, Filmfare Best Actor Award                                                                                            |
| 1977         | Shatranj Ke Khilari               | Narrator                                            | |
| 1977         | Adalat                            | Dharma/& Raju                                       | Nominated, Filmfare Best Actor Award. Double role                                                                               |
| 1977         | Immaan Dharam                     | Ahmed Raza                                          | |
| 1977         | Khoon Pasina                      | Shiva/Tiger                                         | |
| 1977         | Parvarish                         | Amit                                                | |
| 1978         | Besharam                          | Ram Kumar Chandra/ Prince Chandrashekar             | |
| 1978         | Ganga Ki Saugandh                 | Jeeva                                               | |
| 1978         | Kasme Vaade                       | Amit/Shankar                                        | Double role |
| 1978         | Trishul                           | Vijay Kumar                                         | Nominated, Filmfare Best Actor Award                                                                                            |
| 1978         | Don                               | Don/Vijay                                           | Đoạt giải, Filmfare Best Actor Award. Double role                                                                               |
| 1978         | Muqaddar Ka Sikandar              | Sikandar                                            | Nominated, Filmfare Best Actor Award                                                                                            |
| 1979         | The Great Gambler                 | Jay/Inspector Vijay                                 | Double role |
| 1979         | Gol Maal                          | Himself                                             | Special appearance |
| 1979         | Jurmana                           | Inder Saxena                                        | |
| 1979         | Manzil                            | Ajay Chandra                                        | |
| 1979         | Mr. Natwarlal                     | Natwarlal/Avtar Singh                               | Nominated, Filmfare Best Actor Award & Filmfare Best Male Playback Award                                                        |
| 1979         | Kaala Patthar                     | Vijay Pal Singh                                     | Nominated, Filmfare Best Actor Award                                                                                            |
| 1979         | Suhaag                            | Amit Kapoor                                         | |
| 1980         | Do Aur Do Paanch (phim 1980 film) | Vijay/Ram                                           | |
| 1980         | Dostana                           | Vijay Varma                                         | Nominated, Filmfare Best Actor Award                                                                                            |
| 1980         | Ram Balram                        | Inspector Balram Singh                              | |
| 1980         | Shaan                             | Vijay Kumar                                         | |
| 1981         | Chashme Buddoor                   |                                                     | Special appearance |
| 1981         | Commander                         | Raj                                                 | |
| 1981         | Naseeb                            | John Johnny Janardhan                               | |
| 1981         | Barsaat Ki Ek Raat                | ACP Abhijeet Rai                                    | |
| 1981         | Walayati Babu                     | Jagga                                               | Special appearance |
| 1981         | Lawaaris                          | Heera                                               | Nominated, Filmfare Best Actor Award                                                                                            |
| 1981         | Silsila                           | Amit Malhotra                                       | Nominated, Filmfare Best Actor Award, Rang Barse Bhige Chunar Wali                                                              |
| 1981         | Yaraana                           | Kishan Kumar                                        | |
| 1981         | Kaalia                            | Kallu/Kaalia                                        | |
| 1982         | Satte Pe Satta                    | Ravi Anand & Babu                                   | Double role |
| 1982         | Bemisal                           | Dr. Sudhir Roy & Adhir Roy                          | Nominated, Filmfare Best Actor Award. Double role                                                                               |
| 1982         | Desh Premee                       | Master Dinanath & Raju                              | Double role |
| 1982         | Namak Halaal                      | Arjun Singh                                         | Nominated, Filmfare Best Actor Award                                                                                            |
| 1982         | Khud-Daar                         | Govind Srivastav/Chotu Ustad                        | |
| 1982         | Shakti                            | Vijay Kumar                                         | Nominated, Filmfare Best Actor Award                                                                                            |
| 1983         | Nastik                            | Shankar (Sheru)/Bhola                               | |
| 1983         | Andha Kanoon                      | Jan Nissar Akhtar Khan                              | Nominated, Filmfare Best Supporting Actor Award. Guest appearance                                                               |
| 1983         | Mahaan                            | Rana Ranveer, Guru, & Inspector Shankar             | Triple role |
| 1983         | Pukar                             | Ramdas/Ronnie                                       | |
| 1983         | Coolie                            | Iqbal A. Khan                                       | |
| Film Hi Film | Jengo / Guru                      | Uncredited (archive footage)                        | |
| 1984         | Inquilaab                         | Amarnath                                            | |
| 1984         | Sharaabi                          | Vicky Kapoor                                        | Nominated, Filmfare Best Actor Award                                                                                            |
| 1985         | Geraftaar                         | Insp. Karan Kumar Khanna                            | |
| 1985         | Mard                              | Raju "Mard" Tangewala                               | Nominated, Filmfare Best Actor Award                                                                                            |
| 1986         | Aakhree Raasta                    | David/Vijay                                         | Double role |
| 1987         | Jalwa                             | Himself                                             | Special appearance |
| 1987         | Kaun Jeeta Kaun Haara             | Himself                                             | Guest appearance |
| 1988         | Soorma Bhopali                    |                                                     | Guest appearance |
| 1988         | Shahenshah                        | Inspector Vijay Kumar Srivastav / Shahenshah        | Nominated, Filmfare Best Actor Award                                                                                            |
| 1988         | Hero Hiralal                      | Himself                                             | Special appearance |
| 1988         | Ganga Jamuna Saraswati            | Ganga Prasad                                        | |
| 1989         | Batwara                           | Narrator                                            | |
| 1989         | Toofan                            | Toofan & Shyam                                      | Double role |
| 1989         | Jaadugar                          | Goga/Gogeshwar                                      | |
| 1989         | Main Azaad Hoon                   | Azaad                                               | |
| 1990         | Agneepath                         | Vijay Deenanath Chauhan                             | Đoạt giải, National Film Award for Best Actor Nominated, Filmfare Best Actor Award                                              |
| 1990         | Krodh                             |                                                     | Special appearance |
| 1990         | Aaj Ka Arjun                      | Bheema                                              | |
| 1991         | Hum                               | Tiger/Shekhar                                       | Đoạt giải, Filmfare Best Actor Award                                                                                            |
| 1991         | Ajooba                            | Ajooba/Ali                                          | |
| 1991         | Indrajeet                         | Indrajeet                                           | |
| 1991         | Akayla                            | Inspector Vijay Verma                               | |
| 1992         | Khuda Gawah                       | Baadshah Khan                                       | Nominated, Filmfare Best Actor Award                                                                                            |
| 1994         | Insaniyat                         | Inspector Amar                                      | |
| 1996         | Tere Mere Sapne                   | Narrator                                            | |
| 1997         | Mrityudata                        | Dr. Ram Prasad Ghayal                               | |
| 1998         | Major Saab                        | Major Jasbir Singh Rana                             | |
| 1998         | Bade Miyan Chote Miyan            | Inspector Arjun Singh & Bade Miyan                  | Double role |
| 1999         | Lal Baadshah                      | Lal "Baadshah" Singh & Ranbhir Singh                | Double role |
| 1999         | Sooryavansham                     | Thakur Bhanu Pratap Singh & Heera Singh             | Double role |
| 1999         | Hindustan Ki Kasam                | Kabeera                                             | |
| 1999         | Kohram                            | Col. Balbir Singh Sodi (Devraj Hathoda) & Dada Bhai | |
| 1999         | Hello Brother                     | God (voice)                                         | |
| 1999         | Biwi No.1                         |                                                     | Guest Appearance |
| 2000         | Mohabbatein                       | Narayan Shankar                                     | Đoạt giải, Filmfare Best Supporting Actor Award                                                                                 |
| 2001         | Ek Rishtaa: The Bond of Love      | Vijay Kapoor                                        | |
| 2001         | Lagaan                            | Narrator                                            | |
| 2001         | Aks                               | Manu Verma                                          | Đoạt giải, Filmfare Critics Award for Best Actor Nominated, Filmfare Best Actor Award                                           |
| 2001         | Kabhi Khushi Kabhie Gham...       | Yashvardhan "Yash" Raichand                         | Nominated, Filmfare Best Supporting Actor Award                                                                                 |
| 2002         | Aankhen                           | Vijay Singh Rajput                                  | Nominated, Filmfare Best Supporting Actor Award                                                                                 |
| 2002         | Hum Kisise Kum Nahin              | Dr. Rastogi                                         | |
| 2002         | Agni Varsha                       | Indra (God)                                         | Special Appearance |
| 2002         | Kaante                            | Yashvardhan Rampal/"Major"                          | Nominated, Filmfare Best Actor Award                                                                                            |
| 2003         | Khushi                            | Narrator                                            | |
| 2003         | Armaan                            | Dr. Siddharth Sinha                                 | |
| 2003         | Mumbai Se Aaya Mera Dost          | Narrator                                            | |
| 2003         | Boom                              | Bade Mia                                            | |
| 2003         | Baghban                           | Raj Malhotra                                        | Nominated, Filmfare Best Actor Award                                                                                            |
| 2003         | Fun2shh                           | Narrator                                            | |
| 2004         | Khakee                            | D.C.P. Anant Kumar Shrivastav                       | Nominated, Filmfare Best Actor Award                                                                                            |
| 2004         | Aetbaar                           | Dr. Ranveer Malhotra                                | |
| 2004         | Rudraksh                          | Narrator                                            | |
| 2004         | Insaaf                            | Narrator                                            | |
| 2004         | Dev                               | DCP Dev Pratap Singh                                | |
| 2004         | Lakshya                           | Col. Sunil Damle                                    | |
| 2004         | Deewaar                           | Maj. Ranvir Kaul                                    | |
| 2004         | Kyun! Ho Gaya Na...               | Raj Chauhan                                         | |
| 2004         | Hum Kaun Hai                      | Major Frank John Williams & Frank James Williams    | Double role |
| 2004         | Veer-Zaara                        | Chaudhary Sumer Singh                               | Nominated, Filmfare Best Supporting Actor Award. Special appearance                                                             |
| 2004         | Ab Tumhare Hawale Watan Saathiyo  | Major General Amarjeet Singh                        | |
| 2005         | Black                             | Debraj Sahai                                        | Double-Winner, Filmfare Best Actor Award & Filmfare Critics Award for Best Actor. Đoạt giải, National Film Award for Best Actor |
| 2005         | Waqt: The Race Against Time       | Ishwarchandra "Ishwar" Sharawat                     | |
| 2005         | Bunty Aur Babli                   | D.C.P. Dashrath Singh                               | Nominated, Filmfare Best Supporting Actor Award                                                                                 |
| 2005         | Parineeta                         | Narrator                                            | |
| 2005         | Paheli                            | Gadariya                                            | Special appearance |
| 2005         | Sarkar                            | Subhash Nagre/"Sarkar"                              | Nominated, Filmfare Best Actor Award                                                                                            |
| 2005         | Viruddh... Family Comes First     | Vidhyadhar Patwardhan                               | |
| 2005         | Ramji Londonwale                  | Himself                                             | Special appearance |
| 2005         | Dil Jo Bhi Kahey                  | Shekhar Sinha                                       | |
| 2005         | Ek Ajnabee                        | Suryaveer Singh                                     | |
| 2005         | Amrithadhare                      | Himself                                             | Special appearance Kannada film                                                                                                 |
| 2006         | Zamaanat                          | Shiv Shankar                                        | Delayed, Filmed in 1997 |
| 2006         | Family — Ties of Blood            | Viren Sahi                                          | |
| 2006         | Darna Zaroori Hai                 | Professor                                           | |
| 2006         | Kabhi Alvida Naa Kehna            | Samarjit Singh Talwar aka Sexy Sam)                 | Nominated, Filmfare Best Supporting Actor Award                                                                                 |
| 2006         | Baabul                            | Balraj Kapoor                                       | |
| 2007         | Eklavya: The Royal Guard          | Eklavya                                             | |
| 2007         | Nishabd                           | Vijay                                               | |
| 2007         | Cheeni Kum                        | Buddhadev Gupta                                     | |
| 2007         | Shootout at Lokhandwala           | Dingra                                              | Special Appearance |
| 2007         | Jhoom Barabar Jhoom               | Sutradhar                                           | Special Appearance |
| 2007         | Ram Gopal Varma Ki Aag            | Babban Singh                                        | |
| 2007         | Om Shanti Om                      | Himself                                             | Special Appearance |
| 2008         | Jodhaa Akbar                      | Narrator                                            | |
| 2008         | Bhoothnath                        | Bhoothnath (Kailash Nath)                           | |
| 2008         | Sarkar Raj                        | Subhash Nagre/"Sarkar"                              | |
| 2008         | The Last Lear                     | Harish Mishra                                       | Đoạt giải, Stardust Best Actor Award                                                                                            |
| 2008         | God Tussi Great Ho                | God                                                 | |
| 2008         | Yaar Meri Zindagi                 | Dr. Ajay Singh                                      | Delayed, Released after 37 years                                                                                                |
| 2009         | Delhi-6                           | Dadaji                                              | Special Appearance |
| 2009         | Aladin                            | Genius                                              | |
| 2009         | Paa                               | Auro                                                | Đoạt giải, National Film Award for Best Actor Đoạt giải, Filmfare Best Actor Award                                              |
| 2010         | Rann                              | Vijay Harshwardhan Malik                            | |
| 2010         | Mr. Bhatti On Chutti              |                                                     | Special Appearance |
| 2010         | Teen Patti                        | Venkat Subramanium                                  | |
| 2010         | Kandahar                          | Lokanathan Sharma                                   | Malayalam film |
| 2011         | Bbuddah... Hoga Terra Baap        | Viju                                                | Directed by Puri Jagannadh |
| 2011         | Aarakshan                         | Prabhakar Anand                                     | Nominated, Filmfare Best Actor Award                                                                                            |
| 2012         | Department                        | Sarjerao Gaikwad                                    | |
| 2012         | Bol Bachchan                      | Himself                                             | Special Appearance in song "Bol Bachchan"                                                                                       |
| 2013         | The Great Gatsby                  | Meyer Wolfsheim                                     | Hollywood Debut Cameo appearance Expected ngày 10 tháng 5 năm 2013                                                              |
| 2013         | Shoebite                          | John Periera                                        | Delayed, Yet to be released |
| 2013         | Power                             |                                                     | Filming |
| 2013         | Buddha                            |                                                     | Pre-production |
| 2013         | Taalismaan                        | Taalismaan                                          | Release delayed since 2010 |
| 2013         | Satyagraha                        |                                                     | Pre-Production |
| 2013         | Shantaram                         |                                                     | Pre-production |
| 2013         | Aankhen 2                         | Vijay Singh Rajput                                  | Announced |
| 2013         | Bbuddah... Hoga Terra Baap 2      |                                                     | Announced |